# Мугоджары
Мугоджа́ры (Мугалжары, каз. Мұғалжар) — южное продолжение горной системы Урал в Казахстане. Представляет собой низкогорные хребты, кряжи и мелкосопочник, протянувшиеся с севера на юг на 200 км; ширина до 30 км. Высшая точка - 657 м (гора Большой Боктыбай). Начинаются на севере узким кряжем, разветвляющимся на два почти параллельных хребта, разделённых слабоволнистой Алабасской котловиной шириной до 20 км. 
Западный (Главный Мугоджарский) хребет (особенно южная часть) – более высокий, сильно расчленённый, с выровненными водоразделами и скалистыми останцами; восточный (Жанганинский) хребет – цепь сглаженных сопок, расчленённых притоками реки Иргиз. 
Сложены кварцитами, кристаллическими сланцами, гнейсами, гранитами, песчаниками и конгломератами. Известны месторождения комплексных (меди, свинца, цинка и др.), а также никелевых руд. 
Климат резко континентальный, с холодной малоснежной зимой (средняя температура января –14 °С) и жарким сухим летом (средняя температура июля +24 °С). Годовое количество осадков 200–250 мм. 
На западном склоне Мугоджар берут начало реки Эмба, Орь (бассейн Каспийского моря), на восточном – правые притоки реки Иргиз (бессточная область); много сезонных пересыхающих рек. На севере преобладают степные щебнистые и каменистые дерновинно-злаковые ландшафты, сменяющиеся к югу злаково-полынными степными и полупустынными ландшафтами, используемыми как весенне-летние пастбища.

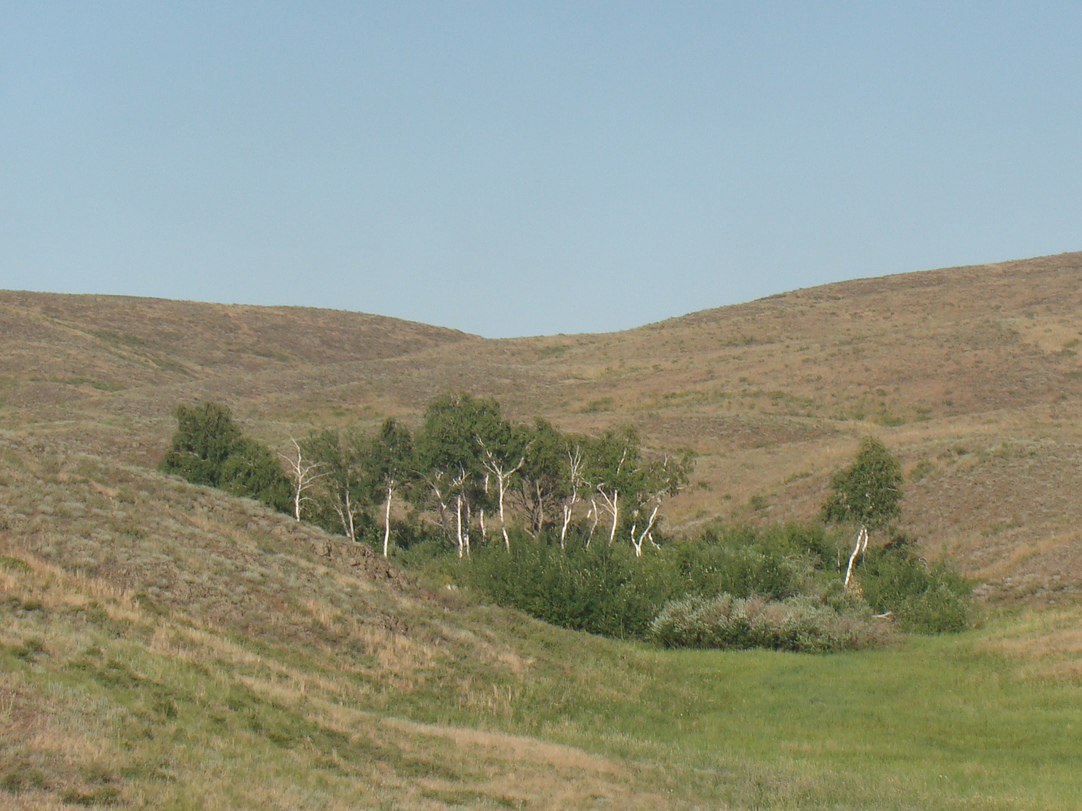
Берёзовая роща
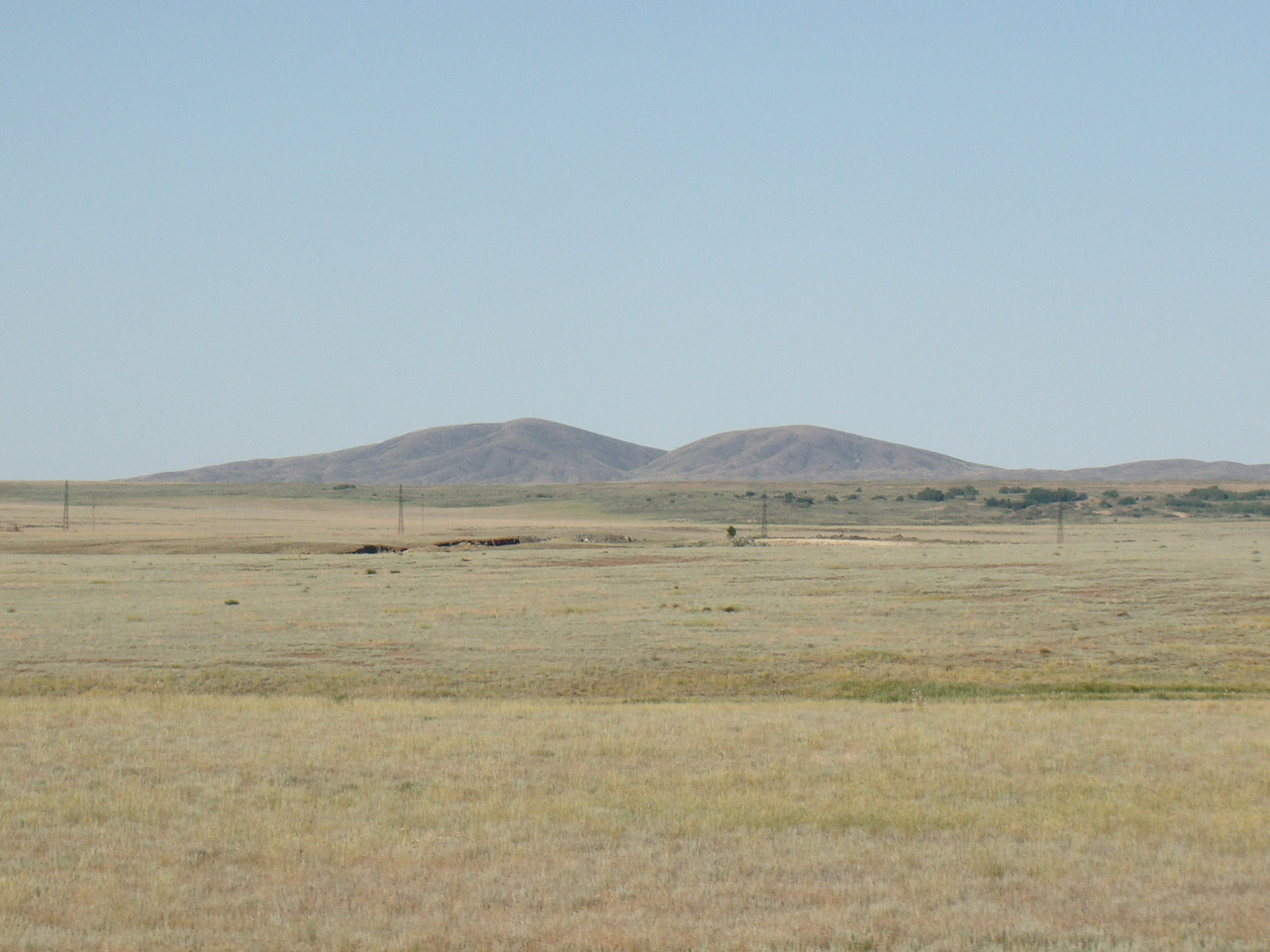
Гора Два брата